# 纳森旧居 (睦南道)
纳森旧居是时任开滦矿务局董事部主席兼经理英国籍犹太人愛德華·喬納·納森天津的旧居之一，建于1928年，坐落于当时的天津英租界的香港道（Hong Kong Road）（今和平区睦南道70号），目前是全国重点文物保护单位和特殊保护等级历史风貌建筑。

## 建筑风格
纳森旧居建于1928年，由英国建筑师设计。为英格兰别墅建筑风格砖木结构楼房，建筑坐北朝南，主体为3层，局部两侧为2层，建筑面积为1433平方米。建筑外檐为琉缸砖清水墙，双槽钢窗，顶部为大筒瓦四坡顶，门厅设有筒瓦雨厦，还设有大露台。建筑一层大厅宽敞明亮，铺设有大理石地面，还设有客厅、餐厅和备餐室。建筑二层楼设有书房、卧房和卫生间。此外，旧宅外还设有欧式花园，院落宽敞。原后院设有马厩，现已不存，已改建成一排平房。

## 内部链接
- 纳森旧居 (泰安道)